# مات زولر ستز
مات زولر سيتز (ولد في 26 ديسمبر 1968)  هو ناقد في السينما والتلفزيون ومخرج أفلام أمريكي.

## مهنة
مات زولر سيتز هو المحرر العام لموقع RogerEbert.com، والناقد التلفزيوني لمجلة نيويورك وVulture.com. سابقًا، شغل منصب الناقد التلفزيوني في Salon.com وThe Newark Star Ledger، وناقد الأفلام في صحيفة نيويورك تايمز. كما كان كاتبًا إعلاميًا منتظمًا لصحيفة دالاس أوبزيرفر. أسس سيتز مدونة انتقادات الفيلم والإعلام "The House Next Door"، ويُعتبر رائدًا في إنشاء مقالات الفيديو، حيث ظهرت أعماله في Moving Image Source وThe L Magazine، وكان ناشرًا لموقع PressPlay، المختص بنقد الأفلام والتلفزيون. وقد وصل إلى القائمة النهائية للمرشحين لجائزة بوليتزر للنقد لعام 1994.
تم نشر كتاب سيتز الثاني، مجموعة ويس أندرسون، عن طريق كتب أبرامز في عام 2013. وفي فبراير 2015، صدرت مجموعة ويس أندرسون: The Grand Budapest Hotel بواسطة نفس الناشر. لقد نالت مجموعة ويس أندرسون إشادة لجودة تصميمها وتخطيطها الممتاز، الذي يهدف إلى تقديم شكل وأسلوب أفلام أندرسون، ويوحي بأن القارئ يقوم بجولة في خيال المخرج. "هذا الكتاب هو المستقبل"، كما كتب مايكل سيسنسكي في Cineaste. كما نُشر كتاب "جنون الرجال كاروسيل: الرفيق الناقد الكامل"، الذي كتبه سيتز وقام ماكس دالتون بالرسوم التوضيحية له، في نوفمبر 2015 عن طريق كتب أبرامز.
كتب وأخرج وحرر سيتز الفيلم الروائي "الصفحة الرئيسية" في عام 2005.

## الحياة الشخصية
نشأ سيتز معظم حياته في دالاس. ولقد تزوج من جنيفر داوسون عام 1994 وحتى توفت في 27 من أبريل سنة 2006. كان لديهم طفلان، اسمهم هانا وجيمس سيتز. تزوج سيتز من زوجته الثانية، نانسي داوسون، وهي شقيقة زوجته الأولى، في شهر فبراير من سنة 2017. كانوا يقومون بتقسيم وقتهم بين باي ريدج وبروكلين وسينسيناتي.

## قائمة المراجع
- براد بيت (1996) [14] (ISBN   978-0-6766-0074-2)
- مجموعة وس أندرسون (2013) [15] (ردمك 978-0-8109-9741-7))
- مجموعة وس أندرسون: فندق قراند بودابست (2015) [16] ((ردمك 978-1-6131-2877-0))
- جنون الرجال كاروسيل: الرفيق الناقد الكامل (2015) [17] ((ردمك 978-1-6131-2936-4))
- (TV (The Book: خبيران يقومون بأختيار أعظم العروض الأمريكية في كل العصور (2016)، ومات زولر سيتز وألان سيبنول [18] ((ردمك 978-1-4555-8820-6))
- تجربة أوليفر ستون (2016) [19][20] ((ردمك 978-1-4555-8819-0))
- غييرمو دل تورو العمود الفقري للشيطان (2017)، مات زولر سيتز وسيمون أبرامز [21] ((ردمك 978-1-6838-3108-2))
- جلسات سوبرانوس (2019)، مات زولر سيتز وألان سيبنول [22]

## روابط خارجية
- مات زولر ستز على موقع IMDb (الإنجليزية)
- مات زولر ستز على موقع ميتاكريتيك (الإنجليزية)
- مات زولر ستز على موقع ميتاكريتيك (الإنجليزية)
- مات زولر ستز على موقع روتن توميتوز (الإنجليزية)
- مات زولر ستز على موقع روتن توميتوز (الإنجليزية)
- مات زولر ستز على موقع ميوزك برينز (الإنجليزية)
- مات زولر ستز على موقع قاعدة بيانات الفيلم (الإنجليزية)
- مات زولر ستز على موقع كينوبويسك (الروسية)

- مات زولر ستز في قاعدة بيانات الأفلام على الإنترنت
- mattzollerseitzعلى تويتر.